# Petra Loreggian
Petra Loreggian (Milano, 5 novembre 1972) è una conduttrice radiofonica e conduttrice televisiva italiana.

## Biografia
Diplomata grafica pubblicitaria all'Istituto d'istruzione superiore Caterina da Siena, ha debuttato in televisione nel 1998 conducendo su Odeon TV il programma musicale Il muro, venendo poi lanciata da Claudio Cecchetto che l'ha voluta come conduttrice radiofonica su Radio2 nei programmi 99 alle 9 e Hit Parade, in onda nel weekend. Subito dopo è passata a RTL 102.5 dove ha condotto la Superclassifica di TV Sorrisi e Canzoni.
A cavallo tra il 1999 e il 2001 è diventata volto di Italia 1 dove ha presentato i programmi pomeridiani Rapido e Express, sempre dedicati alla musica. Nello stesso periodo è stata protagonista di una fortunata campagna pubblicitaria della TIM (insieme a Gaia Bermani Amaral e Cristiana Monina); presenterà anche i concerti del TIM Tour.
Nella stagione 2003/2004 ha condotto un programma nel tardo pomeriggio di Radio Kiss Kiss, mentre nella stagione successiva è passata a RDS dove ha gestito la fascia del pomeriggio del weekend. Tra il 2004 e il 2006 è stata volto di Fox Life, conducendo Fashion Television, mentre nell'autunno 2005 è stata in onda su Happy Channel con Happy Cab.
Tra il 2005 e il 2007 ha condotto con Marco Biondi una trasmissione sulla neonata Play Radio.
Dopo alcuni anni di assenza dalle scene, è tornata in onda su Radio2 nell'estate 2009 con Astrologica, mentre nel 2012 ha iniziato a collaborare con Selvaggia Lucarelli in Celebrity Now - Satira Selvaggia, trasmesso da Sky Uno e Cielo.
Nel settembre 2013 è tornata in onda nel drive time di RDS in coppia con Filippo Firli;  a settembre 2014 è passata alla fascia 12-15, con Beppe De Marco.
A novembre 2017, dopo tre anni di conduzione con Beppe De Marco, ha cambiato partner facendo da spalla al comico Giovanni Vernia, sempre nella stessa fascia. Petra e Giovanni conducono dal settembre 2020 sempre su RDS e su RDS Social Tv la trasmissione I Peggio Più Peggio dal lunedì al sabato dalle 14:00 alle 15:00: un appuntamento che rafforza l'ironia e il divertimento già presente nella fascia 12-15.

## Televisione
- Il muro (Odeon tv, 1998)
- Rapido (Italia1, 1999-2001)
- Express (Italia1, 1999)
- Fashion Television (Fox Life, 2004-2006)
- Happy Cab (Happy Channel, 2005)
- Celebrity Now - Satira Selvaggia (Sky Uno, 2012-2013)